# Diekircher Esel
Der Esel ist das Wahrzeichen von Diekirch. Es gab jedoch eine Zeit, in der diese Verbindung als Beleidigung angesehen wurde. In der Zwischenzeit ist den Einheimischen bewusst geworden, dass dieses große Tier etwas stur, aber besonders fleißig, bescheiden und freundlich sein kann. Jetzt sehen die Diekircher die Verbindung eher als eine Ehre, an der sie festhalten wollen.

## Geschichte
Der örtliche Wanderverein hält eine Eselfamilie am Eingang der Stadt. Diese nimmt regelmäßig an Diekircher Veranstaltungen teil. Die beiden Springbrunnen in der Fußgängerzone sind beliebte Fotomotive. Viele Veranstaltungen stehen im Zeichen des Esels.
Es gibt verschiedene Versionen der Ursprünge von Diekirch als Eselstadt: Die These, Esel kamen dorthin, weil die Diekircher Mitte des 19. Jahrhunderts gegen das Projekt eines Eisenbahnzentrums waren, wurde inzwischen geschrieben und von Stadtrats-Berichten widerlegt. Überzeugender ist die Version, dass Esel im Weinbau an den steilen Hängen des Härebierg eingesetzt wurden. Bis zum Ende des 18. Jahrhunderts muss es in Diekirch eine außergewöhnliche Anzahl von Eseln gegeben haben. Schließlich gibt es auch Berichte über einen Esel in der Alten Kirche, auf dem eine Christusfigur saß. Am Palmsonntag wurde das Tier durch Diekirch geführt. Diese Praxis wurde nach einem Besuch von Inspektoren der Diözese Trier verboten, weil sie den Spott benachbarter Gemeinden verhindern wollten, heißt es.
Nach einer spekulativeren und humorvolleren Hypothese hatte der Esel wahrscheinlich etwas mit der Alten Kirche zu tun, in dem Sinne, dass vielleicht ab dem Mittelalter auch in Diekirch, wie im Elsass, im Burgund und in einigen Städten in Deutschland, Italien, in der Schweiz usw. fand in und um alte Kirchen Fêtes de l'âne stattfanden. An den im Ausland genannten Orten wurde eine Prozession getarnter "Gaukler" in die Kirche gezogen, oben ein Esel mit Frau und Kind auf dem Rücken, die Messe von hinten gelesen, während der kleine Klerus Bischof spielte. Leider wurden noch keine direkten Beweise für diese Hypothesen gefunden, aber es wäre sinnvoll, sich eingehend mit der Angelegenheit zu befassen.

## Jos Hess und die Diekircher Esel
1970 beschäftigte sich Jos Hess in einer Radiosendung mit dem Diekircher Esel: 1782 hatte Diekirch 122 Esel, die die kleinen Pferde ersetzten, und die besser als Pferde auf den Hängen zum Härebierg oder dem Haart hinauf eingesetzt werden konnten.
Solche Situationen gab es jedoch auch an der Mosel. Auf die Frage, warum der Spott der Esel in Diekirch stecken blieb, antwortete Hess:
Dat seet ons de Professer Emile Donckel aus dem Seminär, am Livre du Centenaire op Säit 76. Et war eng Kiirchevisitatioun gewiescht, a vun Tréier aus gouwen Häre geschéckt fir d'Parwiesen an der Rei ze halen. 1724 hunn d'Visitatoren dem Dikrecher Paschtouer déi Bemierkong gemaach, et wier bal Zäit, datt en den hëlzen Iesel op d'Säit géif schafen, op deem eng Statu vum Christus souz, déi op Pällemsonndeg an enger feierlecher Prëssioun, op de véier Rieder, ronderëm d'Laurentiuskiirch geféiert gouf, als Illustratioun fir déi kierchlech Feier. Dat Gespëttels mat dem Pällemiesel misst ophéieren, hunn déi Häre gemengt. Sou Pällemiesele stinn haut an de Museën, zu Berlin, zu Stroossbuerg, a Bayern an an Éisträich.
„Dies sagt uns Professor Emile Donckel aus dem Seminar im Buch des 100. Jahrestages auf Seite 76. Es war ein Kirchenbesuch gewesen, und gute Herren waren aus Trier geschickt worden, um die Gemeindemitglieder in Ordnung zu halten. 1724 bemerkten die Besucher dem Pastor von Diekirch, dass es fast Zeit für ihn sei, den hölzernen Esel zur Seite zu schaffen, auf der eine Christusstatue stand, die am Palmsonntag in einer feierlichen Prozession auf den vier Rädern stand. wurde rund um die Laurentianische Kirche als Illustration für die Kirchenfeier gefeiert. Die Herren meinten, dass der Streit mit dem Palmesel enden sollte. Solche Palmesel stehen heute in Museen von Berlin, Straßburg, Bayern und Österreich.“
Hess schloss, dass die Zeit, in der Auswärtige mit dem Esel die Diekircher ärgerten, vorbei sei (Mir sinn haut aus där Zäit eraus, wou Auswäerteg mat dem Iesel déi Dikrecher gëextert hun): „Der Witz wurde allmählich zu billig, und die Einheimischen hatten immer eine Antwort für Letzteres parat. Wie viele Esel gibt es jetzt in Diekirch? Bei Ihnen gibt es nur 100. - Die Einheimischen waren nie versucht, sich einem solchen Spott hinzugeben.“ (De Witz as no an no ze bëlleg ginn, an déi Dikrecher haten och stéits eng Äntwert parat fir de Spëtter. – Wéi vill Iesele sinn dann nun awer zu Dikrech? Mat dir sinn et just 100. - Déi Dikrecher waren ni verleë fir sou engem Spottvull eng drop ze ginn.)

## D'Wortvon 1853
Zum Abschluss eines polemischen Artikels riet das Wort 1853 dem Herausgeber des Courrier du Grand-Duché de Luxembourg, der glaubte, eine Inkonsistenz bewiesen zu haben: „[der gute Courrier] mag nun auf seinem Esel nach Diekirch reiten, um dort mit seiner Narrenkappe noch einmal sich zu producieren“.

## Kontroverse um den Esel auf dem Kirchturm

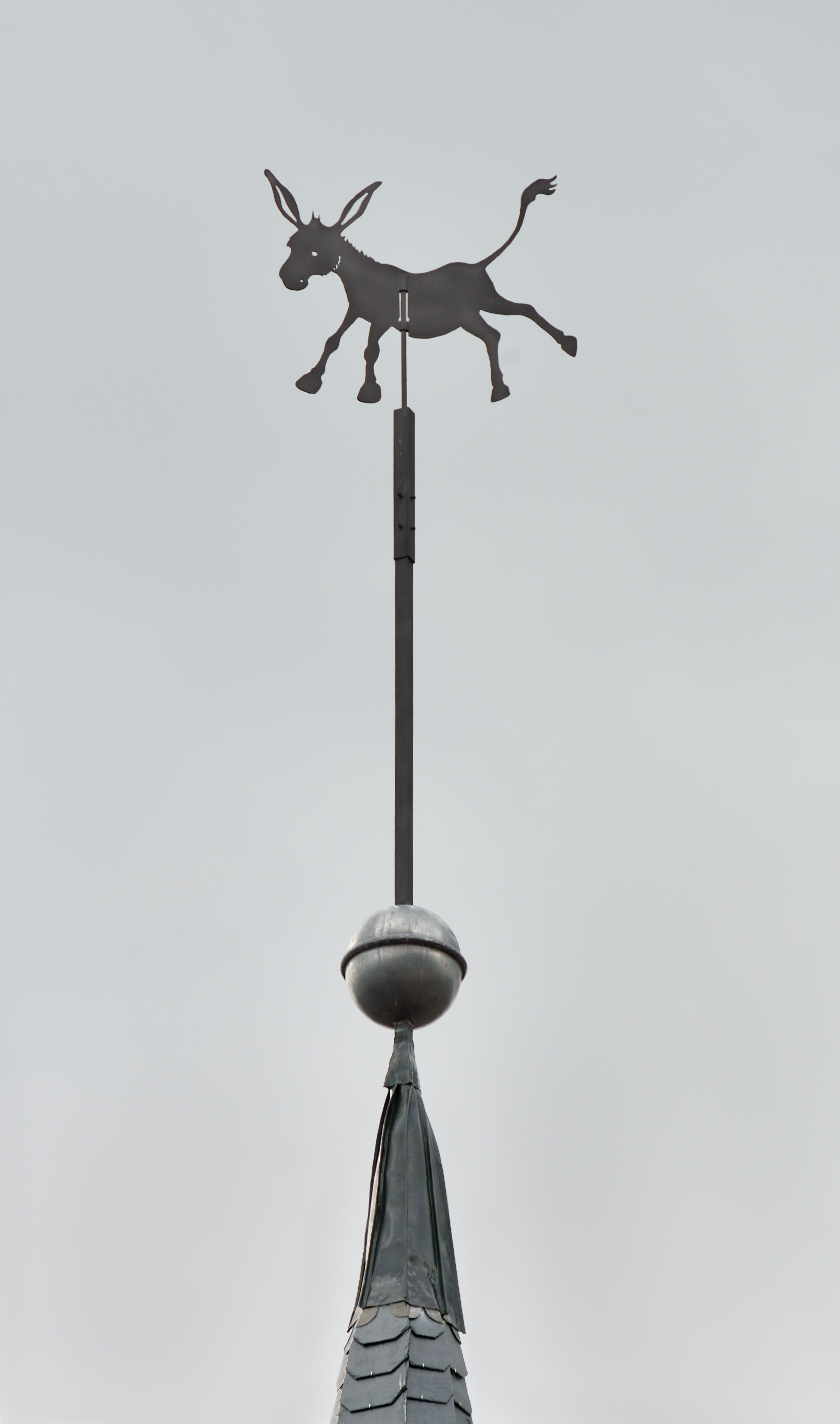
Der Esel auf dem Kirchturm (August 2013).

Im Jahr 2013 wurden Renovierungsarbeiten am Turm der alten St. Laurent Kirche durchgeführt und im Mai wurde der Wetterhahn entfernt und durch einen Esel ersetzt.
Im August 2013 teilte das Kulturministerium der Gemeinde mit, dass der Esel entfernt werden müsse, da bei Renovierungsarbeiten an einem denkmalgeschützten Gebäude nichts geändert werden könne, so dass der Hahn auf dem Turm behalten werden müsse.

## Eselskulpturen im Stadtbild von Diekirch
Bonifatius Stirnberg schuf 1980 den bronzenen Eselsbrunnen (luxemburgisch Ieselsbuer, Geldieselbur) zu Ehren des Diekircher Wahrzeichens. Ein beladener Esel steht auf einem Fass, darunter stehen drei Esel im Kreis, einer mit (wie bei Stirnbergs Figuren bekannten) beweglichen Gelenken. Aus dem Fass fließt Wasser aus kleinen Eselsköpfen. Der Brunnen steht im Stadtkern an der Kreuzung zur Antoniusstrooss in der Fußgängerzone (Standort). Er gilt als eines der Wahrzeichen Diekirchs. Bei besonderen Anlässen fließt Bier durch ihn.
Auf Initiative der „Amis du Vieux Diekirch“ wurde 2008 ein metallener Dukatenesel (luxemburgisch Dukatiesel) auf der Place de la Libération in der Diekircher Altstadt errichtet (Standort). Zwei Gabione-Esel befinden sich seit 2013 am Eingang zum Stadtpark Diekirch an der Avenue de la Gare (Standort). Und zum 40-Jahre-Jubiläum der Vereinigung Eselen aus der Sauerstad (ESD), welche die Diekircher Cavalcade mitorganisiert, schuf Marcel Wagner eine Skulptur, die einen karikierten Esel (das Wahrzeichen der Stadt) abbildet. Die Steinskulptur ist würfelförmig, etwa 2 Meter hoch und wurde am 16. Juni 2018 eingeweiht. Sie steht in der Fußgängerzone der Altstadt.